# Iuliu Fuhrmann
Iuliu Fuhrmann (1896 – ?) román válogatott labdarúgó, középpályás.

## Mérkőzései a román válogatottban
| Románia | Románia         | Románia   | Románia | Románia  | Románia       | Románia    | Románia | Románia |
| #       | Dátum           | Helyszín  | Hazai   | Eredmény | Vendég        | Kiírás     | Gólok   | Esemény |
| ------- | --------------- | --------- | ------- | -------- | ------------- | ---------- | ------- | ------- |
| 1.      | 1923. július 1. | Kolozsvár | Románia | 0 – 6    | Csehszlovákia | barátságos | -       |         |
|         | Összesen        |           |         | 1        | mérkőzés      |            | 0       | gól     |